# Češov
Češov är en ort i Tjeckien. Den ligger i den centrala delen av landet, 70 km öster om huvudstaden Prag. Češov ligger 299 meter över havet och antalet invånare är 187.
Terrängen runt Češov är huvudsakligen platt. Češov ligger uppe på en höjd. Runt Češov är det ganska tätbefolkat, med 124 invånare per kvadratkilometer. Närmaste större samhälle är Jičín, 10,9 km norr om Češov. Trakten runt Češov består till största delen av jordbruksmark.